# Jasper Nicolaisen
Jasper Nicolaisen (* 1979 in Kiel) ist ein deutscher Übersetzer, Journalist und Autor.

## Leben
Nach dem Abitur am Johanneum in Lüneburg studierte Nicolaisen an der Humboldt-Uni und der FU Berlin Amerikanistik, Soziologie und Erziehungswissenschaften. 2003/04 studierte er mit einem Fulbright-Stipendium an der Georgetown University. Nach seinem Magisterabschluss 2007 in Amerikanistik wurde er wissenschaftlicher Mitarbeiter an der FU und begann eine Dissertation an der Humboldt-Universität in Erziehungswissenschaften. Er arbeitet seit 2011 als freiberuflicher Übersetzer und Autor. Nicolaisen ist zudem als Erzieher und systemischer Therapeut tätig.

## Schaffen
Seit 2011 ist Nicolaisen als freischaffender Übersetzer und Autor tätig. Er übertrug unter anderem Werke von Jocelynn Drake, Samuel R. Delany und Stacia Kane ins Deutsche. 2012 wurde er gemeinsam mit Jakob Schmidt für seine Übersetzung von David Maruseks Sammlung von Erzählungen Wir waren außer uns vor Glück mit dem Kurd-Laßwitz-Preis ausgezeichnet.
2010 beteiligte er sich an dem von Karla Schmidt herausgegebenen literarischen Experiment Hinterland, einer Anthologie im Wurdack-Verlag, für die 20 Autoren Science-Fiction-Erzählungen nach Musik von David Bowie schrieben. Ebenfalls 2010 erschien ein Beitrag von ihm in dem Sachbuch Horror als Alltag zur Fernsehserie Buffy – Im Bann der Dämonen.
Nicolaisen veröffentlicht Beiträge in Anthologien und schreibt u. a. für testcard, neues deutschland, jungle world und die taz. Seit 2019 ist er Kolumnist für die feministische Zeitschrift an.schläge.
In seinen Romanen beschäftigt er sich zumeist auf humorvolle Weise mit den Themen Familie, Heranwachsen und Geschlechterrollen aus queerer Perspektive.
Sein Roman Ein schönes Kleid wurde 2017 für die Hotlist der unabhängigen Verlage nominiert.

## Übersetzungen (Auswahl)
- Jocelynn Drake: Jägerin der Nacht: Dayhunter. LYX Egmont, 2010, ISBN 978-3-8025-8263-9.
- Jocelynn Drake: Jägerin der Nacht: Dawnbreaker. LYX Egmont, 2010, ISBN 978-3-8025-8389-6.
- Stacia Kane: Seelenzorn. LYX Egmont, 2011, ISBN 978-3-8025-8357-5.
- David Marusek: Wir waren außer uns vor Glück. Golkonda Verlag, Berlin 2011, ISBN 978-3-942396-03-5.
- Samuel R. Delany: Die Bewegung von Licht in Wasser. Golkonda Verlag, Berlin 2014, ISBN 978-3-944720-23-4.

## Romane
- Winteraustreiben.Phantastischer Roman, CreateSpace, 2013, ISBN 978-1-4912-9444-4. Überarbeitete Neuauflage Amrun Verlag 2023, ISBN 978-3958695085
- Rex Feuchti (als Margarethe Grimma), Verlag das Beben, 2014, ISBN 978-3-944855-07-3
- Ein schönes Kleid. Roman über eine queere Familie, Querverlag, 2016, ISBN 978-3-89656-247-0
- Erwachsen, Querverlag, 2019, ISBN 978-3-89656-276-0
- Totes Zen. Ach je Verlag, 2020, ISBN 978-394772-043-9
- Tiere, Pflanzen, Sensationen. Phantastische Fabeln, Ach je Verlag, 2022, ISBN 978-394772-087-3
- Diebesgut, Querverlag 2024, ISBN 978-389656-342-2

## Sachbuch
- Queere Familien. Eine utopische Betrachtung, Querverlag 2021, ISBN 978-3896563071

## Kurzgeschichten (Auswahl)
- "Die fortgesetzten Abenteuer des Spaceschiffs Plastilon" In: Queer Welten 1, Ach je Verlag 2020
- "Ritterchen Vulva" In: Queer Welten 4, Amrun 2021
- "Rausfinden" In: Queer Welten 11, Amrun 2023
- "Wunsch nach Freundschaft mit den Anglern" In: Zwielicht 18, 2023

## Buchbeiträge
- Raumanzüge & Räuberpistolen. Fantastische Kurzgeschichten, (als Schlotzen & Kloben gemeinsam mit Jakob Schmidt und Simon Weinert), Shayol, Berlin 2010, ISBN 978-3-926126-94-8[8]
- Horror als Alltag, Verbrecher Verlag, Berlin 2010, ISBN 978-3-940426-52-9.
- Hinterland – 20 Erzählungen, inspiriert von der Musik David Bowies, Wurdack Verlag, Nittendorf 2010, ISBN 978-3-938065-69-3.
- The Mamas and the Papas. Pop, Reproduktion und widerspenstige Verhältnisse, Ventil-Verlag,  Mainz 2013, ISBN 978-3-95575-009-1
- Damaged Goods: 150 Einträge in die Punkgeschichte, Ventil-Verlag, Mainz 2016, ISBN 978-3-95575-061-9
- These Girls: Ein Streifzug durch die feministische Musikgeschichte, Ventil-Verlag, Mainz 2019, ISBN 978-395575-118-0
- Urban Fantasy Going Queer, Art Skript Phantastik 2021, ISBN 978-3945045541
- These Girls, too. Feministische Musikgeschichten, Ventil-Verlag, Mainz 2022, ISBN 978-395575-169-2

## Nachweise
1. ↑  Vita Jasper Nicolaisen, Website der Humboldt-Universität (Memento vom 2. April 2015 im Internet Archive)
2. ↑  Jasper Nicolaisen – Querverlag. Abgerufen am 13. Juni 2019.
3. ↑  perlentaucher.de
4. ↑  heimspiel: The Space Age of Elternzeit. In: an.schläge. 13. April 2019, abgerufen am 13. Juni 2019 (deutsch).
5. ↑  Jochen: Ein schönes Kleid. Roman über eine queere Familie – Rezension – JOCHEN KÖNIG. Abgerufen am 13. Juni 2019 (deutsch).
6. ↑  Paula Irmschler: Der »Oh, Mann, Scheiße«-Moment (neues deutschland). Abgerufen am 13. Juni 2019.
7. ↑  Literaturnews: Das sind die 30 Kandidaten für die Hotlist 2017. In: Literatur Blog. 4. Juli 2017, abgerufen am 13. Juni 2019 (deutsch).
8. ↑  Missy rezensiert: Raumanzüge & Räuberpistolen. Rezension im Missy Magazine

| Personendaten    | Personendaten                                 |
| ---------------- | --------------------------------------------- |
| NAME             | Nicolaisen, Jasper                            |
| KURZBESCHREIBUNG | deutscher Übersetzer und Autor von Phantastik |
| GEBURTSDATUM     | 1979                                          |
| GEBURTSORT       | Kiel                                          |